# 孙策
孫策（175年7月—200年5月5日），字伯符，吳郡富春縣（今浙江杭州富陽區）人，孫策是長沙太守破虜將軍孫堅的長子、吳大帝孫權、偏將軍孫翊、烏程侯孫匡、孫夫人之長兄、南郡太守周瑜連襟義兄、丞相陸遜岳父，是孫吳勢力的奠定基礎者。
在群雄割據時期，曾待過袁術旗下，但不得其志。在江都向徐州名士張紘討教自己的志向，張紘為孫策規劃出戰略版圖與方向江都對後，而前往壽春向袁術討回父親孫堅舊部一千餘人程普、黃蓋、韓當、朱治，又在當地招收蔣欽、周泰、陳武、凌操等將領。先後掃蕩江東軍閥諸侯勢力薛禮、笮融、劉繇、太史慈、嚴白虎、王朗，短短三四年間平定吳越、江東一帶，佔領江東六郡丹楊、會稽、吳郡、廬江、豫章、廬陵。禮賢下士親自拜訪名士禮聘招攬大量賢臣，例如周瑜、張昭、張紘、呂範、虞翻等賢才，為日後孫吳勢力政權發展奠定了良好的基礎。其後因討伐僭號稱帝逆賊袁術有功，建安三年（198年）由司空曹操表奏朝廷命其官位予孫策為討逆將軍，并加封爵位為吳侯。建安五年（200年），孫策遇刺身亡，死前不選擇與自己性格極其相似的三弟孫翊，反而選擇與自己性格大不相同的二弟孫權繼承基業與權力，並授予兵符配以印綬，執掌江東提領孫氏。黃龍元年（229年），孫權登基稱帝後，追諡為長沙桓王。

## 生平

### 日月兄弟
吳郡富春孫家是江東士族，世代仕於吳。父親孫堅據傳是春秋時期軍事家孫武後人，孤微發跡。
熹平四年（175年），孫堅長子孫策出生。母親為吳郡豪族出身的吳夫人，當初懷孕的時候，夢見月亮進去懷裡，隨後生下了孫策。
光和五年（182年），孫堅擔任下邳縣丞的時候孫權出生，吳夫人之前在懷孫權的時候，夢見太陽進去懷裡。之後告訴孫堅說：「妾昔日懷著孫策的時候，夢見月亮入懷裡；如今又夢見太陽入懷裡，為什麼會這樣呢？」孫堅回答：「太陽和月亮，是陰陽的能量精氣，是極其富貴的象徵。我們的子孫大概會興旺吧！。」

### 總角之交
中平元年（184年），朱儁奏請孫堅擔任佐軍司馬，孫堅隨朱儁南征北戰討伐黃巾賊。孫策和家人留居九江郡壽春縣。
中平六年（189年），漢靈帝劉宏逝世，時任長沙太守的孫堅起兵響應討伐董卓的關東聯軍。這時候孫策有十多歲，在淮南一帶頗有名氣，出身於廬江郡的周瑜從廬江郡舒縣（今安徽廬江縣西南）隻身前往拜訪身在九江郡壽春縣的孫策，因此而與周瑜結識，周瑜與孫策同是熹平四年（175年）出生，由於孫策只年長周瑜一個月，因此二人倍感投緣、一見如故。孫策告訴父親孫堅，周瑜建議孫家遷居廬江郡舒縣，孫堅接著要參與討伐董卓，同意讓孫策帶母親弟妹同行遷居到廬江郡舒縣。周瑜把周家的道南側大宅讓給孫家母親弟妹居住，還專程拜見孫策的母親吳夫人，對吳夫人行升堂拜母之禮，彼此成為通家之好，吳夫人也將周瑜視為己子，周瑜以兄事孫策，二人情如兄弟，獨相友善，義同斷金，互通無有，共同生活起居。

### 繼承父志
初平二年（191年），父親孫堅接受袁術的要求而攻打荊州牧劉表，在襄陽之戰中遭遇劉表部下黃祖伏擊中箭身亡，享年三十七歲。長沙郡臨湘縣人桓階曾被孫堅推舉為孝廉，為報孫堅當年提拔之恩，他大膽前往進入荊州劉表的襄陽城中替其孫家斡旋討回孫堅遺體。劉表欣賞桓階其義舉，於是答允其要求，把孫堅的遺體送還給孫家。孫策堂兄孫賁將孫堅的靈柩扶回曲阿安葬，而孫策、孫權兄弟二人跟隨袁術。孫堅的軍隊由孫賁繼承，孫堅死後應由長子孫策本應襲爵（烏程侯），但孫策讓給了四弟孫匡。
初平三年（192年），孫策舉家北上遷居徐州廣陵郡江都縣（今江蘇揚州市江都區），並遇見了徐州名士張紘，張紘也正因母親去世守孝服喪居住在江都。孫策想要繼承父親孫堅的遺志，但孫策無奈手中無兵，孫策多次拜訪學問淵博遠近馳名的名士張紘，孫策和他研究天下大勢，孫策首先說出自己的看法：「目前漢室衰退，天下紛亂，各路英雄豪傑，都結黨營私，自圖發展，沒有人願意扶危濟亂匡扶漢室。先父曾與袁氏（袁紹、袁術）共討董卓，功業未竟，不幸被黃祖所害。我雖然年輕而且見識淺薄，但卻有心要建立一番事業。打算先投奔袁術，請求他歸還舊部餘眾；前往投靠身在天下精兵之地丹楊的舅父吳景，收集流散兵士，凝聚人心；東據吳郡（今江蘇蘇州）、會稽（今浙江紹興），為報父仇，作為服從朝廷的外藩。您覺得如何呢？」張紘推託說：「我見識淺陋，況且又服喪在身，對您的事，實在難以幫忙。」孫策進一步請教張紘：「您的大名，遠近馳名，名聞遐邇。四方之人，無不向往仰慕。我的這些計畫打算，成與不成，由您一言而決。懇請您一定要對我直言相告。如果我志向得伸，父仇得報，絕對不會忘記您的教悔之恩。」說到動情之處，孫策不知不覺落下淚來。張紘見孫策言辭慷慨激昂，神色間流露着忠壯之氣，深受感動，終於對孫策說出了自己的看法：“當年周朝王道陵遲，齊桓公、晉文公才能應運而起；王室一旦安寧，諸侯就只能貢奉周朝，盡臣子的職分了。您繼承父輩威烈，驍勇善戰，若能投靠丹楊，召集吳郡、會稽兵馬，那麼，荊、揚二州自可掃平，報仇雪恨也指日可待。那時您憑據長江，奮發威德，掃除群雄，匡輔漢室，所建立起的功業，絕對不會亞於齊桓公、晉文公，定會功垂千古，流芳萬世，豈止作一個外藩諸侯呢？目前世亂多難，如果您想建功立業，就應當南渡，我將與我的好友一起前去支持您。”
孫策聽了張紘的一番話語，心中鼓盪難平：“一言爲定！我與您互不違背諾言，不背叛彼此，我馬上開始展開行動！只是我上有母親、下有弟妹，不便同行，現在都托付給您。希望您多加照顧我的家人，使我無後顧之憂。”

### 寄人籬下
初平三年（192年），孫策趕往壽春，去面見袁術，當時只有呂範和孫河朝夕不離，伴隨在孫策身邊。他流着眼淚對袁術說出了自己的想法：「先父孫堅昔日從長沙興起義兵，加入會盟討伐董卓，與明公會合於南陽，締結同盟彼此友好，然而不幸遇害，尚未建立功業。我孫策感激先人舊恩，欲以自己交結豪傑，創功立業，願明公明察我的誠心。」袁術對孫策聆聽其語言，觀察其舉止，知道孫策暗藏大志，絕非寄人籬下，久居人下者。但要馬上將孫堅餘部兵將數千人還給他，自己絕不甘心。於是，袁術推辭便說：「我已經任命你的舅父吳景爲丹楊太守、你的堂兄孫賁爲丹楊都尉。丹楊可是天下出精兵的郡地，你可前去投奔依附他們，召募義兵。」因為徐州牧陶謙非常忌憚孫策，孫策的舅父吳景當時任丹楊郡（治所在宛陵縣，今安徽宣城市宣州區）太守，但未到任，留在吳郡曲阿縣（今江蘇丹陽市），身處江都的母親吳夫人，於是孫策就帶著母親遷居回到曲阿，與呂範、孫河一起投靠吳景，並依賴吳景召募到了數百人。但是不幸遭到涇縣山賊總帥祖郎的襲擊，差一點丟了性命。後來聽從舅父吳景之諫言與孫河、呂範合兵一處共同發兵攻擊祖郎，祖郎敗退。
初平四年（193年），朝廷官員太傅馬日磾持節安撫關東，在壽春以禮徵召孫策，並表奏朝廷任命孫策為懷義校尉。袁術麾下的大將橋蕤、張勳等人都對孫策相當敬重。就連袁術也常當眾嘆息說：「我袁術如果有孫郎這樣的兒子，死又有何怨恨！」孫策部下有一個騎兵，犯罪後為逃避罪責，逃進了袁術軍營，躲藏在馬廄裡。孫策派兵士追捕，大膽地直奔袁術營中，將罪犯捕獲並就地正法。事件結束後，孫策前往袁術軍營帳，向袁術說明事件經過，隨後道歉謝罪。袁術說：「兵士叛亂無常，你應當懲處，有甚麼好謝罪的呢？」從此袁術軍中將士更加敬畏忌憚孫策。
袁術為人反覆，屢屢言而無信，起初他許諾任用孫策為九江太守，不久，卻改用丹楊人陳紀。後來，袁術攻打徐州，向廬江（治舒縣，即今安徽廬江縣西南）太守陸康索求三萬斛軍糧，陸康不給，袁術大怒。正巧孫策以前曾去拜訪陸康，陸康只讓主簿接待，自己卻不出來迎接孫策，為此，孫策怨恨陸康有輕視之意，便懷恨在心。袁術就派孫策去攻打陸康，并且許諾：「之前我错用陈纪，经常后悔自己用错人了。如果这次你拿下陆康，庐江郡就是你的了。」孫策奉命征討，拿下廬江後，袁術居然又出爾反爾，任用他的老部下劉勳當了廬江太守。孫策對袁術一次比一次感到失望。

### 廣招賢才
興平元年 （194年），漢獻帝劉協任命劉繇代替已身亡的陳溫接任揚州刺史。本來揚州刺史的治所在長江以北的壽春，但當時政局混亂，淮南一帶已是自稱揚州刺史袁術的勢力範圍，孫策的舅舅吳景和堂兄孫賁奉袁術之命將劉繇迎接到長江以南的曲阿（今江蘇省丹陽市），劉繇才得以在揚州立足。袁術為了拉攏劉繇，承認其為揚州刺史，自己不再自稱。
由於劉繇逐漸畏懼袁術及孫氏勢力的擴張，因此以武力驅逐與袁術關係不錯並作為孫氏宗親的吳景和孫賁，劉繇派遣樊能、糜防守橫江津口，張英防守當利口，企圖以長江為分界抗拒袁術。對此袁術任命部下惠衢擔任揚州刺史，以吳景為督軍中郎將，和孫賁一起率兵攻擊張英，但戰況毫無進展相持不下，但一年多還未攻下來。
孫堅舊部朱治以袁術政德不修為由，進諫勸孫策設法渡江回父祖世居之地的江東借此獨立，孫策前去說服袁術，並乞求幫助舅父吳景。假為幫助舅父吳景、擊退劉繇，實為攻佔江東、建基立盤。最終孫策同意且經過朱治與呂範的進諫與討論後，於是孫策就去晉見袁術，孫策對袁術說：「我家舊日對江東人多有恩義，我願帶兵去幫助舅父征伐橫江，攻陷橫江後，即返故鄉，召募壯士，可以集結到三萬人，用以輔佐將軍，平定天下。」孫策再次向袁術要求換回父親舊部一千多人馬，同時也換回自由之身，袁術先後知道孫策對自己有所埋怨，但又分析江東的各諸侯勢力及其實力後（揚州刺史劉繇、東吳德王嚴白虎、會稽太守王朗），認為江東尚有幾股割據勢力存在，孫策未必能成功，便同意讓孫策領回父親舊部，袁術奏表孫策為行殄寇將軍，官職為折衝校尉，並只給他配備一千多的士卒及相應的軍需品，戰馬幾十匹，呂範也將門客中全數交給孫策號令。
孙策最終向袁術拿回父親舊部程普、黃蓋、韓當、朱治等老將，孫氏宗親族兄孫河、堂兄孫賁、孫輔、表兄徐琨、二弟孫權。孙策前往舅父吳景的屯兵駐地歷陽（今安徽馬鞍山市和縣）意欲與舅父合兵的路途中，不斷有人來投奔，此時壽春人蔣欽、下蔡人周泰、盧江人陳武、汝南人呂範、鄧當、呂蒙、吳郡人凌操宋謙等人，先后前來歸順孫策麾下，孫策軍隊漸漸壯大起來，到達歷陽時，已經有五六千多人。孫策的母親已先從曲阿遷來歷陽，孫策又將母親遷往阜陵居住。然後渡江轉戰，所向勢如破竹，無人敢與他交鋒，而且軍令很嚴整，百姓們都很擁戴他。
孫策征得袁术许可，孫策起兵准备东渡长江時，以書信告知周瑜，周瑜立刻率兵五百人，並支援船筏糧草兵器軍械等物資，響應孫策的行動，周瑜星夜馳援孫策。孫策見到周瑜後，非常高興的說：「我得到你，事可成了。」親自拜訪聘請名士彭城人張昭、廣陵人張紘、秦松、陳端出來輔佐孫策。

### 橫掃江東

#### 渡過長江
興平二年（195年），孫策東渡長江攻打江東時，其弟孫權跟隨孫策身邊，商議軍政戰略時經常提出不同的計略，孫策感到很驚奇，自認為計謀不如他。每當宴請賓客時，孫策常常回頭看著二弟孫權說：「這些人，以後都會是你的臣將。」孫策首先率軍打败了位於橫江的樊能、糜，又在當利襲擊張英。取得了渡過長江的兩個津口據點。當時部隊中的船隻很少，孫策準備停下來派人四處去收集船筏。當時，孫氏（徐琨之母、孫策之姑、孫堅之妹）亦在孫策軍中參與軍議，她對兒子徐琨說：「如果我們的軍隊停滯在江邊，恐怕劉繇會增設戰船前來反擊，我們較弱的水軍會無法抵擋。應當砍伐蘆葦，編制筏簰，協助船隻載運軍隊快速渡江。」徐琨將這番話告訴孫策後，孫策立即實行，以船筏率眾渡江，會引起敵軍的警備，以蘆葦快速渡江，解决了必须尽快渡過長江以免刘繇有时间凭借水军守备长江而失去战机的问题。孫策的部隊全部渡過長江到達了南岸，馬上發起進攻。位於長江南岸牛渚营（今安徽馬鞍山市雨山區石街道）的劉繇，拾獲存庫中所有粮草和兵器護具。

#### 詐敗欺敵
当时，彭城相薛礼、下邳相笮融都依附刘繇，奉他为盟主薛礼占据秣陵城（今南京江寧秣陵關），而笮融驻扎在秣陵縣南。孙策首先攻打笮融，斩杀五万多人，笮融膽都嚇破了，紧闭营门，不敢妄动。孙策转而挥师攻打薛礼，薛礼不敵而逃走。这时樊能、于糜等人聚集萬餘兵士企圖来夺回牛渚營。孙策立即回军，打败他们，俘获万余人。然后重新进攻笮融：战斗中，孙策腿部中箭，无法騎马，部下抬他回营疗伤。為了誘出緊守營門避而不出的笮融，孫策將計就計藉此乘機對外放出謠言，說自己已經戰死，企圖引誘笮融出城前來進攻。笮融的軍卒对笮融说：“孙郎被箭射死了！”当时，孙策也才二十来岁，虽有官位名号，但人们还是都叫他“孙郎”。笮融聽闻孙策死讯，大為高興，派将士与孙策部队对垒。首先派几百兵马挑战诱敌，而在后面设好伏兵。敌兵出击，孙策的軍隊一交鋒立刻假裝為潰敗之勢，向後撤退，引敌进入包围圈中，然后一声号令之下，伏兵尽起，斩杀一千多敌人。孙策乘胜进攻笮融营地，并命手下将士高声喊话：“孙郎如何？”声撼敌营，地动山摇，吓得不少敌兵连夜奔逃。笮融见孙策还健在，越发警惕小心，深沟高垒，严加守备。孫策以笮融所屯地勢險固，易守難攻，孫策於是放棄進攻笮融，轉向進攻劉繇別部屯兵的海陵，攻下海陵後，接著進攻湖孰（今南京江寧湖熟街道）、江乘（今江蘇省南京市棲霞區），二城皆破。程普勞苦功高所立下戰功最多，增加兵卒兩千兵，軍馬五十匹。

#### 佔領丹楊
孫策來到曲阿並以曲阿為據點，孫策與揚州刺史劉繇進行決戰曲阿之戰。大敗劉繇後，在神亭嶺遇到了從山東前來拜見劉繇並任其斥候的太史慈，並且爆發了神亭嶺之戰。孫策創建基業時，張纮前往投靠。孫策表奏其為正議校尉，跟隨孫策征伐丹楊。孫策親臨戰鬥前線，張纮勸諫說：「主將乃是籌劃謀策的角色，三軍全依託繫命於他，不可輕率行動，親身與賊寇對陣相鬥。願您能珍重上天授予您的才幹，符合四海之望，別讓全國上下為您的安危而擔心受怕。」當時太史慈一騎面對孫策十三騎，孫策十三騎是程普、黃蓋等輩，太史慈與孫策二人單挑一百多回合，二人武藝不分伯仲打得難分難解、不分勝負，孫策搶奪太史慈的背後手戟，太史慈搶走孫策的頭上兜鍪。後來劉繇與太史慈不敵孫策，劉繇放棄丹徒，往西奔逃豫章，潛藏於蕪湖，逃亡進入山裡，並自稱丹楊太守。當時孫策已平定宣城以東，惟涇水以西六縣尚未服從。孙策劳赐将士，发布文告，告知諸縣：「刘繇、笮融的乡人和部下来投降的，一概不问；愿意从军的，可以从军，并免除全家赋税徭役；如果不愿从军，绝不勉强。」文告发布后，来归附者由四面八方云集风涌，不久时间，就招得士卒两万多，征集得軍马千餘匹。不久，劉繇又放弃丹徒西逃，孙策于是夺取吴郡。与此同时，朱治从钱唐进攻吴郡，吴郡太守许贡在由拳抵抗朱治，朱治大败许贡，许贡逃走依附严白虎。孫策的部隊已經有萬餘人之多，增加呂範的部眾兵卒兩千兵，軍馬五十匹，孫策認為接下來可以自己拿下吳郡與會稽二郡與平定山越，而孫策對周瑜說：「我以這班士兵奪取吳郡會稽郡、平定山越已足夠，你先回去鎮守丹楊。」周瑜遂回師鎮守丹楊。後來袁術派遣族弟袁胤佔領丹楊，取代了周瑜的叔父周尚，周瑜與周尚返回壽春。

#### 鎮壓吳郡
建安元年（196年），孫策率兵先攻吳郡嚴白虎、後攻會稽王朗。當時出身吳郡人嚴白虎等。糾群結伙，聚眾數萬，處處屯聚造反，給孫策造成很大威脅。吳景等將領建議先擊破嚴白虎等。孫策說：「嚴白虎等人心無大志，先不用擔心，一戰就可擒獲。」隨後，於是引兵渡過錢唐江，進攻吳郡，屠東冶，嚴白虎與自稱吳郡太守的陳瑀（陳登同族叔父）聯合對抗孫策的軍勢。孫策先命吳景出兵，與嚴白虎交戰，大勝，嚴白虎逃到會稽，並進行屠城，嚴白虎於是高壘堅守，派其弟嚴輿求和，孫策答應，嚴輿便跟孫策單獨見面，孫策拿起锋利的兵刃砍向談判桌席，嚴輿身體晃動閃躲。孫策笑著對嚴輿說：「我聽說你可以坐著跳起來，身手矯捷，非比尋常，所以跟你開個玩笑罷了。」嚴輿回答：「我是看到兵刃才會這樣。」孫策聽了他這句話，知道他其實懦弱無能，於是立刻用手戟刺向嚴輿，把他插死了。由於嚴輿在嚴白虎軍中素有勇名，於是聽聞其弟嚴輿的死，使嚴白虎對孫策感到畏懼，嚴白虎抵抗不住，往餘杭抗奔許昭。程普請命發動追擊許昭，孫策說：「許昭對舊君講忠義，對故友講誠信，這是大丈夫的志氣。」於是放棄攻擊。孫策親自率軍擊敗當地的賊寇鄒他、錢銅、王晟、嚴白虎等多處殘餘江東勢力。嚴白虎此後下落不明。

#### 智取會稽
孫策進攻會稽，派人請來叔父孫靜，孫靜將家屬與孫策會合於錢塘江，這時會稽太守王朗部下功曹虞翻曾進言道：「孫策善於用兵，不如暫避其鋒。」但王朗不聽從，並且發兵屯於固陵而抗孫策。孫策數次渡水而戰，皆不能攻下。這時叔父孫靜獻策採取聲東擊西之計：「王朗憑險固守城池，很難馬上攻破。從這裡向南數十里是查瀆，是通向會稽道路的要害之地，應當從那裡進入王朗的後方。正所謂攻其不備，出其不意。」我自當為總帥，率軍作為先鋒前軍，必定能將城池攻克。孫策聽完並採取叔父孫靜的計策。假意命令全軍說：「近日來連雨混濁，兵士喝了這些水大多腹痛，命令趕快備置瓦缸數百口澄清飲水。」晚上時，命士兵燃火以作疑兵，並分軍往查瀆道，突襲高遷屯。王朗大驚，遣故丹楊太守周昕等率兵迎戰，孫策擊破周昕等，並斬周昕，於是平定了會稽。王朗於是逃走，虞翻追隨著王朗，行至東冶，被孫策追擊，大敗王朗軍，攻破會稽後孫策亦曾派張昭勸王朗為他效命，但王朗堅決不肯，孫策繼而自領會稽太守，並命虞翻為功曹，待以交友之禮。
韓當、蔣欽、周泰三人因征討有戰功皆拜為別部司馬，並加以授兵。出身會稽的董襲在高遷亭迎接孫策，孫策見他甚為奇貌雄偉。正值山陰賊領黃龍羅、周勃聚集數千人叛亂，孫策親自出兵討伐，董襲追隨孫策從軍鎮壓叛亂，董襲成功手刃斬殺黃龍羅、周勃二位賊將，因戰功而封拜為別部司馬，增其數千兵，升為揚武都尉。此時孫策已佔領丹楊、會稽、吳郡三郡。
年僅15歲的孫權被朱治舉孝廉、嚴象舉為茂才，任陽羨長（今江蘇宜興），代行奉義校尉，孫策開始給東漢朝廷進貢，孫策遣使派遣奉正都尉劉由、五官掾高承拿著孫策的奏章造訪許都，並向朝廷進貢禮品。朝廷派劉琬前往江東授予孫策官爵，漢朝遣使者劉琬為孫策加錫命之時看見孫權，形容孫權的相貌高大挺拔。劉琬對眾人說：「我看孫家的兄弟，雖然各個都才華橫溢，智慧通達，然而都是榮華福貴且不長久。唯有次男孫權孝廉，身材高大挺拔，相貌奇偉異於常人，骨骼不凡，方頤大口，目有精光，上長下短，有大貴之表，而且會是你們孫氏兄弟最長壽的，你們等著瞧吧。」（孫策26歲、孫翊21歲、孫匡20餘歲，四人之中孫權以71歲為最長壽者）。

### 恩斷義絕
建安二年（197年），袁術以傳國玉璽僭越稱帝後，本想招攬周瑜，但周瑜認為袁術終究一事無成，不願背離孫策而出仕袁術。便託辭請求回居巢出任縣長(期間結識魯肅)，意欲等待機會回到孫策身邊，袁術聽信了周瑜的請求，周瑜卻尋機從居巢東渡長江。之後孫策派遣張紘給袁術書信，力勸喻其不可為，袁術不聽所勸，孫策與袁術恩斷義絕並不再有來往。孫策紛紛寫信給袁術帳下的舅父廣陵太守吳景、堂兄丹陽都尉孫賁、族兄汝南太守孫香、少友居巢長周瑜，要他們也和袁術決裂。吳景、孫賁、孫香、周瑜全部響應孫策的號召並前往江東投靠孫策。另一方面袁術得知孫策幾乎盡得江東一帶的領土了，袁術族弟袁胤仍然佔領著丹陽，但孫策派表兄徐琨取代袁胤。等待舅父吳景歸來，吳景以前在丹楊當官，寬厚仁德施恩，深得官吏子民之心，徐琨截走袁胤許多部眾，忌憚徐琨鎮守丹楊，丹楊又是天下出精兵的郡地，兵力急遽增多而遭到孫策猜忌提防，改讓徐琨以督軍中郎將職位掌兵，舅父吳景回江東後，以吳景較為親民，而丹楊郡民也較為親附吳景，孫策任命其為丹陽太守，而將表兄徐琨召回吳郡防守後方的山越。而堂兄孫賁回到江東後，孫策已經佔據江東三郡之地吳郡、會稽、丹楊，袁術因此失去了廣陵和孫策攻佔的江東地區，對華南的影響力急遽下降。袁術已經無法駕馭孫策，族兄弟孫香則在袁術帳下，意欲回江東投靠孫策，無奈路途遙遠病死於壽春。

### 討逆偽帝
同年（197年）夏，曹操派議郎王誧下詔書給孫策，並任命他為騎都尉，承襲父爵烏程侯，兼任會稽太守。孫策覺得自己統領兵馬，騎都尉的職位有點低，想得到個將軍封號以自重。派人向王誧微露其意。王誧當即以皇帝的名義宣布孫策代明漢将軍。孫策回表拜謝朝廷，並命他與呂布、陳瑀等一起討伐袁術謀劃軍機，分析形勢。但他率軍走到錢唐時，情況卻發生了變化。原來陳瑀想要乘討伐袁術的時候奪取孫策的地盤，陳瑀派人秘密渡江，拿着三十多個印信給宣城、涇縣、陵陽、始新、黟縣、歙縣等地的賊帥焦巳及吳郡嚴白虎等，讓他們做內應，待孫策的部隊一開拔，馬上攻取他的郡縣。孫策發現這一陰謀，大怒，派呂範、徐逸統兵直奔海西（今江蘇灌雲），大破陳瑀，俘獲他的將士、妻兒等共四千多人。陳瑀往北投奔袁紹。
袁術派張勳率軍二十萬攻呂布於徐州。軍隊分七路：張勳領中軍，橋蕤、雷薄、韓暹為左翼軍，陳紀、陳蘭、楊奉為右翼軍。每個將領都分別受命攻陷特定城鎮。
呂布由哨騎探知張勳的目標是攻克徐州；其他將領分別受命被攻打的城鎮有小沛、沂都、琅琊、碣石、下邳和浚山。袁術軍每日前進二十里，於路劫掠鄉野。當呂布與謀士商議時，陳宮指責陳珪和陳登招禍。但陳登卻笑陳宮懦弱，並獻擊敗袁術之計。呂布同意了，並命其實施。呂布上表朝廷傳達對付袁術的戰略。
呂布追擊，遭遇袁術親自率軍。馬背上的袁術身披金甲，腕懸兩刀，厲聲責罵呂布並派部將李豐出戰。戰不到三回合，李豐手受傷，棄槍而走。呂布麾兵衝殺並獲勝，敵軍逃散，丟下馬匹衣甲無數。袁術軍沒跑遠就遭遇關羽所部軍隊，傷亡慘重，僅率少數士兵逃走。呂布獲勝後和關羽及背叛袁術來投的韓暹、楊奉回徐州。呂布設宴慶功並保舉楊奉為琅琊牧，韓暹為沂都牧。在陳珪建議下，他們立即各自赴任。
戰敗的袁術遭到曹操、呂布、孫策圍攻。袁術乏糧，劫掠陳留。曹操親率軍隊攻袁術，並寫信給劉備、呂布、孫策，要他們協同進攻。劉備首先響應，與曹操會師時展示韓暹、楊奉的首級，稱他們在徐州任上縱兵掠民。曹操感謝劉備除掉了他們。呂布到後，曹操善言撫慰，許諾回到許昌後就給以徐州牧官印，呂布大喜過望。三軍合兵，曹操領中軍，呂布在左，劉備在右，夏侯惇、于禁為先鋒。橋蕤率袁術先鋒軍在壽春界口遭遇夏侯惇。夏侯惇出馬，戰不到三回合殺死橋蕤，橋蕤軍撤入城中。孫策軍奔西面而來，即將到達。其餘三軍也各攻一面，曹操攻北面，劉備攻南面，孫策攻西面，呂布攻東面。袁術見身處絕境，命李豐、樂就、梁綱、陳紀率軍十萬守壽春，收拾庫藏率餘部渡淮出逃。
曹操軍每日需要大量糧食，壽春周邊又遭數年饑荒，無以接濟。因此，曹操催促軍隊速戰，壽春守軍卻試圖儘量拖延戰事。圍城一月有餘，毫無進展。曹操糧食將盡，寫信向孫策借得糧米十萬斛。此後曹操的戰略確保聯軍不停攻城以儘早結束圍城。聯軍登城破門，被圍的守軍被俘。李豐、樂就、梁綱、陳紀都被生擒並當眾處決。袁術仲氏政權所造的宮殿皇室和金銀財寶之物皆被焚毀，城池被劫掠一空。袁術未被追殺，三軍也各自班師回領地。

### 親迎總角
建安三年（198年），周瑜見袁術稱帝後，周圍勢力（西北方兗州的曹操與東北方徐州的呂布和劉備）紛紛攻打袁術，勢力而急遽衰退，便取道於居巢東渡長江到了江東，周瑜向東遷徙投奔摯友孫策。剛結識不久的魯肅便一起同行，留家眷在曲阿。孫策親自迎接周瑜，並授予他為建威中郎將，增加二千兵卒為周瑜部曲，賜予軍馬五十匹，又给周瑜鼓吹號角军用乐队，為其興建房舍庭院，當時在孫策帳下受封賞賜的將領無人能超越周瑜。孫策當著眾將面下令道：「周公瑾才華傑出，與我是從少相識的好朋友，有兄弟的情義。就像之前在丹楊，就是他徵召人手及船筏糧草才能成就大事，若要計算他的功勞，這些賞賜也尚未足夠報答公瑾啊。」就在同時周瑜引薦了鲁肃，孙策对鲁肃的才能十分惊奇，正准备任用魯肅时恰逢鲁肃的祖母因病去世，鲁肃盡孝道扶送祖母的靈柩回東城安葬治喪。
同年，孫策又向朝廷許都貢獻禮物，貢獻規模是建安元年（196年）的兩倍。孫策因討伐稱帝的逆賊袁術有戰功，官拜討逆將軍，封吳侯。

### 冰釋前嫌
同年（198年），袁術攏絡孫策後方的山賊勢力，並派人送给祖郎印绶，讓他聯合山越圍攻孙策。所幸程普與一騎奮勇殺入重圍，策馬疾呼，以戰矛突破賊軍包圍，孫策因此隨程普衝出來。在戰後孫策表揚程普救命之功，拜盪寇中郎將，領零陵太守。而太史慈進駐涇縣，建立屯府，多數為山越所依附。孙策率周瑜、孫輔、呂範、程普等再次亲往征讨祖郎，留二弟孫權、護衛周泰及數百人的兵卒在宣城防守，但是守軍，軍無鬥志士氣低落，而且宣城尚未做好防護工事，遭到響應袁術煽動的山越首領潘臨，率領數千山越前來攻擊宣城，其他士卒都因為山越突襲而一片慌亂，唯獨周泰處變不驚、臨危不懼，勇於保護孫權，左右士卒見周泰異常冷靜、勇猛果敢、身先士卒也受到周泰的激昂而振奮兵心，士氣大振，也迅速安定下來與山越戰鬥，山越被擊敗後。孫策征伐祖郎班師後，發現周泰有十二處刀傷，傷勢十分嚴重，經過很久的療養才痊癒。孫策讚賞周泰奮勇保護孫權，讓他出任春谷縣長。孫權在周泰的保護之下得以倖免。孫策在陵陽（今安徽青阳县东南）擒获祖郎。祖郎惶惧，孙策安慰他说：「当年你袭击我，刀都砍在我的马鞍上了，幾乎使我喪命。當今我要建功立業，只求人才，往日恩怨自當將之捨棄，過往之事不怪罪於你，對天下人都一樣，不只你而已，請你不要惶恐害怕。」祖郎叩头称谢，孙策拜他为門下贼曹。同年（198年），孫策又率軍攻打位於勇里（今安徽涇縣西北）的太史慈，孫策想收降太史慈，周瑜向孫策獻策採取無中生有之計，孫策軍兵分三路，從三面攻打勇里，只留東面讓太史慈逃跑，事先於城東外埋伏，讓太史慈以為有路逃，在路上埋伏把太史慈綁了起來，孫策先是降服太史慈，接著親自為太史慈鬆綁繩縛，此舉令太史慈大為感動，並抓著太史慈的手：「記得當初與你相識於神亭嶺一戰？如果你當時擒獲我，會如何處置我？」太史慈曰：「我不知道。」孫策大笑曰： 「從今日起，我當與你一同共創大業。」即拜太史慈为門下督，孙策還吳班师的时候授予兵權，並以祖郎、太史慈二人领军在前为前導軍，全军都感到十分荣耀。

### 知人善任
建安四年（199年），孙策得知位於豫章劉繇病逝的消息，劉繇旗下的部眾推舉華歆為盟主。華歆因為沒有朝廷的皇命，赴任不是人臣的合適做法加以拒絕。但百姓竟在豫章太守府外守候了幾個月，最終還是被他婉言勸回。太史慈認為劉繇新喪，旗下軍士無人依附且軍心渙散。孫策命令太史慈前往安撫劉繇餘眾一萬多兵卒，孫策對太史慈說道：「劉州牧（劉繇）以往譴責我為袁術征伐庐江，我先父(孫堅)兵將數千人，盡在袁術手中，我志在立事創業，不得不屈就於袁術，謀求討回先父兵將？其後不遵臣節，諫之不從。丈夫義交，苟有大故，不得不離。我交求袁術及絕之本末如此，今劉繇喪亡，恨不及其生時與共論辯也。兒子劉基在豫章，你前往探視，並且宣示我的意思給劉繇的散卒。散卒願意者可來我麾下就來，不願意者可不來並且好言善慰。並觀看華歆是否讓百姓都依附於他，還有他的志向如何。你需要多少兵將，我幫你準備。」太史慈回答道：「我太史慈有無法被赦免的罪責，將軍如同齊桓公、晉文公，我當盡死效忠報答您的恩德。現在最好養息休兵，帶去的兵卒不可太多，隨從數十人就足夠了。」孫策麾下諸將皆認為：「太史慈此去必不回來了。」孫策還很有自信的說：「（太史慈）子義他捨棄了我，還可以投奔谁呢！」更替臨行前送別至昌門，太史慈臨行前，握著太史慈的手問：「何時能夠歸來？」太史慈答道：「不過六十日。」太史慈走後不久，孫策帳下將領議論太史慈的很多。孫策對眾將說：「大家切勿多言，我識人眼光是不會錯的。太史慈這人有勇略有膽識，然而卻不是割據一方之人，其心秉持志經道義，貴重然諾，我已許他為知己，身死也不負所托之事，請大家不要再憂心煩惱。」太史慈果然如期而返，孫策表揚太史慈招降劉軍之功而拜其為折衝中郎將，孫策與太史慈推心置腹的信任成為一時佳話。太史慈探討豫章的情況，對孫策說：「華歆是個賢良有德之人，然而無籌略之才，並無攻城掠地的意圖，只是自守一方。丹陽僮芝擅自進入廬陵，詐言被詔書稱為太守，鄱陽民帥別立宗部，阻兵守界，不受華歆所派遣的官吏調遣，並揚言『我已別立郡海昏上繚，不受發召』華歆睹視之而已。」孫策拍掌大笑，已有吞併豫章的志向了。

### 征伐廬江
同年（199年），孫策正準備與曹操、董承、劉璋聯合討伐劉表和強弩之末的袁術，軍隊已經整裝待發。卻在此時身在壽春的袁術，討不到蜜水，只能喝血水，袁術自責羞愧大喊：「袁公路何以至此。」並吐血身亡。袁術病逝於壽春後，袁術的長史楊弘、大將軍張勳意欲率袁術敗兵投奔以前身在袁術帳下的孫策，不料被廬江太守劉勳截擊，全軍被俘虜。而袁術的族弟袁胤、其子袁耀、其女袁夫人、女壻黃猗及其家族眾人等，也畏於曹操的實力，不敢繼續待在壽春，抬着袁術的棺木，帶領袁術的家小和部曲男女，到皖城投奔劉勳。劉勳的兵力驟然大增，但糧草不繼。劉勳便派堂弟劉偕向豫章太守華歆借糧，華歆也正缺糧，只好派人領着劉偕到海昏（今江西永修縣）、上繚（今江西永修縣），向劉繇的舊部告借三萬斛。劉偕去了一個多月，才借得兩千斛，於是報告劉勳，並讓劉勳領兵前來攻襲。
周瑜身在舒城練兵，出備牛渚，後再領春穀長。不久，孫策發兵攻荊州，以周瑜為中護軍，領江夏太守（當時江夏還在黃祖手上並不是孫軍領下），當時劉勳兵力太強，孫策忌憚劉勳兵力太多而成為威脅，孫策想借機剪除削弱他的勢力，展開了攻襲劉勳盧江的皖城之戰，也寫信來勸劉勳攻襲海昏、上繚。信中，孫策屈己下人，說：“上繚地方十分富饒，希望您能興兵討伐，我願出兵做您的外援。”劉勳相信孫策，更因收得財寶而十分高興，各人都祝賀，但劉曄則不感喜悅。劉勳詢問，劉曄則說：「上繚雖小，城防堅固，易守難攻非幾日就能攻下，然而兵馬疲憊在外，而國內空虛。孫策必乘我國空虛而前來攻襲我們，後方不敵無法防守。你進軍必被敵方屈人之兵，退無歸路。倘若軍隊今天出去，禍害今天就會到來了。」但劉勳不聽，堅持出兵。劉勳決定攻取上繚。他悄悄率軍經過彭澤，來到海昏地方。後來孫策分海昏、建昌設左右六縣，委任太史慈為建昌都尉，駐守海昏，並督領各將還擊以驍勇著稱、曾數次作亂於艾縣、西安縣一帶的劉表從子劉磐、劉表麾下黃忠。太史慈成功鎮服守地，令劉磐絕跡江東，不再為禍作亂。當地守將堅壁清野，留下一座空城，劉勳一無所穫。當時，孫策引兵西征黄祖，正走到石城（今安徽貴池區西），聽說劉勳已到海昏，立即讓二位堂兄孫賁、孫輔率領人馬駐紮在彭澤，准備攔擊劉勳，自己則與周瑜率兵兩萬進軍，前來攻襲劉勳的大本營皖城，一擧攻克，俘虜包括劉勳妻子，袁術妻子及橋公二女在内的三萬多人。橋公二女「江東二橋」大橋、小橋皆有過人美貌，大橋嫁給孫策，小橋嫁給周瑜。将所得人眾，後再進逼尋陽，全部移往吳地。於是，任命李術爲廬江太守，撥給他三千人馬保守皖城，而留周瑜鎮守巴丘。劉勳聞訊大驚，星夜回軍彭澤，孫賁、孫輔出兵截殺，劉勳大敗，逃往劉勛退入楚江（今長江），又經尋陽到置馬亭，聽說孫策已經率軍攻克了皖城，又逃到了西塞，接著又逃往流沂，投奔曹操。孫策佔領廬江後，陳武渡江征討有功拜封別部司馬，降服許多廬江人，孫策將這些人當中挑選精銳(盧江上甲)，交給麾下廬江本地人的陳武，並以陳武為精銳盧江上甲的都督，訓練有素、治軍嚴厲的軍隊，才能做到所向無前令敵人無法阻擋。

### 為父報仇
同年十二月辛亥（200年1月11日），孫策西征江夏進軍至江夏沙羨縣一帶，與殺父仇人黃祖爆發沙羡之戰，劉表派侄子劉虎和南阳人韩唏带领长矛队五千人赶来支援黄祖。孙策帶領二弟孫權、摯友周瑜、至親呂範、老將程普、黃蓋、韓當等将领同时并进，与仇敌黃祖在沙羨一帶展開大战，黄祖几乎全军覆没，韩唏战死，黄祖只身逃走，士卒溺死者达万人，孙策缴获战船六千艘。孙策在给朝廷的奏折中说：“臣身跨马阵，手击急鼓，以齐战势。吏士奋激，踊跃百倍。心精意果，各竞用命。越渡重堑，迅疾若飞。火飞上风，兵激烟下，弓弩齐发，流矢雨集。可谓惊心动魄”。可见战况之激烈。曹操在收到战报后時常感叹：“猘儿难与争锋也”。

### 奠定基業
孙策大败黄祖后东进豫章，驻军椒丘（今江西新建區北），对虞翻说：“华歆名闻于世，但绝非我的对手。如果不早归附，将来金鼓一震，战局一开，生灵涂炭，在所难免。你先进城去，把我的意思说给他听。”虞翻领命进城，见到豫章太守华歆，陈明利害，华歆举城投降。经此一役，孙策又收获豫章郡、庐江郡二郡，并从豫章郡中分出一部分，设立了庐陵郡。连同之前所獲得的吳郡、會稽郡、丹楊郡一共有六郡。孫策將原有長吏全部更換，吳郡太守因為有“本籍迴避制”，身為吳郡人的孫家人不能擔任太守，孫策轉而自领会稽太守，任命舅父吴景为丹楊太守，以堂兄（孫羌長子）孙贲为豫章太守，孫贲之弟（孫羌次子）孫辅为庐陵太守，老將朱治为吴郡太守，李術為庐江太守。彭城张昭、广陵张纮、秦松、陈端等为谋主，孫策留中護軍周瑜鎮守巴丘，派遣孫河駐守吳郡烏程縣，以及叔父孫靜等宗室堂親孫瑜等人固守江東，派遣太史慈為建昌都尉，治理防守海昏，抵擋劉表從子劉磐，使劉磐與黃忠不敢侵襲江東。孫策之所以能夠在短短三四年間轉戰千里，平定江東六郡，除了英勇善戰、且善於用人大有关系。

### 兄終弟及
建安五年（200年），当时曹操與袁紹相拒於官渡，力不能及，采用怀柔政策征召孙策的二弟孙权和三弟孙翊，又把侄女嫁给孙策的四弟孙匡。又為三子曹彰娶堂兄孫賁之女，皆禮辟二弟孫權、三弟孫翊，又命揚州刺史嚴象推舉孫權為茂才。
聞曹操與袁紹相持於官渡，孫策寫信向曹操求官職大司馬，曹操不允許，孫策怨恨，孫策想暗中計畫襲取許都，為了迎奉天子漢獻帝，秘密在江東部署諸將，準備跨江北上。然而尚未發兵，就在200年4月孫策于丹徒狩獵時，由于他騎的是上等精駿寶馬，馳驅逐鹿，隨從護衛始终趕不上，结果遭到前吳郡太守許貢的三門客所襲擊。孫策被抬回府臨終前，先召見長史張昭，對著張昭等说：「如今中原大乱，凭借吴越之众，倚仗長江天塹的屏障固守江東，也足以隔岸觀虎鬥了。你们好好辅佐我二弟！」《张昭传》则记载，孙策把孙权托付张昭说：「要是仲谋不能担当大任，你就取代他吧。哪怕不能克敌，回到江西去，也没什么好顾虑的。」三弟孫翊，又名孫儼，個性像自己，張昭等多數大臣希望孫策傳位予三弟孫翊，而孙策召二弟孙权来病榻前，佩以印绶及兵符。说：「举江东之众，決戰于两阵之间，與群雄爭奪天下，你不如我。举贤任能，各尽其心，人盡其才，以保江東，我不如你。」孙策当天夜裡去世，享年二十六歲。
孫策去世後，張昭立即對外向朝廷上表，又給各郡縣發佈公文，對內向江東領內的內外將校，令他們各守其職。二弟孫權因長兄孫策逝世非常悲傷，整天哭倒在榻上，未出府門巡視軍營，張昭勸孫權說：「作為繼承人，重要的是能繼承先輩的遺業，使它昌大興隆，以建立偉大的功業。如今天下動盪不安，盜賊占山蜂起，孝廉（指孫權）你怎麼能臥床哀傷哭兄，與常人那樣去釋放個人的感情呢？」他親自攙扶孫權上馬，外出巡視軍營，於是眾人之心都歸附於孫權。

### 追諡為王
黃龍元年（229年），二弟孫權稱帝后追諡孫策為長沙桓王，其子孫紹同时封為吳侯，後改封上虞侯。
赤乌三年（240年），孙权重新整修了孙策墓。另外孫權在建業朱爵桥南有设立桓王庙，曾派太子孙和亲祭。

## 逸聞
- 孫策容貌俊美瀟灑，喜欢开玩笑，性格闊達，聽取他人意见，善於用人，因此廣受手下將士和百姓人民的爱戴，甘願盡心盡力，樂意為其効死[80]。

- 孙策在平定吴、会稽二郡后，誅殺了地方上頗具人望而使其忌憚的英雄豪傑[81]，有些士族为了避祸逃至交州[82]。当时名士高岱被人藉此離間惹怒孫策而下獄，之後孫策看到為高岱請命的人眾多，認為他收買人心而將其處決[83]。道士于吉亦因高人望被孫策認為有惑眾之嫌而被處決。

- 孙策经常轻装出游打猎，他认为這对思考谋划计略很有好处，對此張紘和虞翻以吏卒辛苦、无法暇及为由劝谏[84][85]。郭嘉认为他早晚會因轻率而死[86]。

- 孫策十四歲時去壽陽拜訪袁術，不久突然看到劉備也要拜訪袁術，孫策見狀打算離開。袁術對孫策問說：「劉備跟你有何關係?」孫策回答：「沒有，只是因為英雄忌人。」而後孫策從東階下去劉備則剛好從西階上來，劉備回頭看著孫策的走路姿勢，便停駐下來不再往前走了。[87]

## 評價
- 曹操聽聞孫策平定江東時，常呼嘆：「猘兒難與爭鋒也！」（《三國志·吳書·孫破虜討逆傳》裴松之注引）
- 孫秀：「昔討逆（孫策）弱冠以一校尉創業，今後主舉江南而棄之，宗廟出陵，於此為墟。悠悠蒼天，此何人哉！」
- 張紘：「今君紹先侯之軌，有驍武之名。」“策才略绝异，平定三郡，风行草偃。”「討逆平定江外，建立大業，宜有紀頌以昭公美。」
- 朱治：「討逆繼世，廓定六郡，特以君侯骨肉至親，器為時生，故表漢朝，剖符大郡，兼建將校，仍關綜兩府，榮冠宗室，為遠近所瞻。」
- 董襲：「江東地勢有山川之固，而討逆明府恩德在民。討虜承基，大小用命，張昭秉衆事，襲等為爪牙，此地利人和之時也，萬無所憂。」
- 刘晔：「孙策多谋而善用兵。」
- 郭嘉：「策輕而無備，雖有百萬之眾，無異於獨行中原也。若刺客伏起，一人之敵耳。以吾觀之，必死於匹夫之手。」
- 王朗：「策勇冠一世，有雋才大志。謀而有成，所規不細，終為天下大賊，非徒狗盜而已。」
- 袁術：「使術有子如孫郎，死何復恨。」
- 許貢：「孫策驍雄，與項籍相似。」 「若放於外必作世患。」
- 虞翻：「討逆將軍智略超世，用兵如神。」
- 陳壽《三國志·吳書·孫破虜討逆傳》稱孫策：「為人美姿顏，好笑語，性闊達聽受，善於用人。是以士民見者，莫不盡心，樂為致死。」又評價：「策英氣傑濟，猛銳冠世，覽奇取異，志陵中夏。然皆輕佻果躁，隕身致敗。且割據江東，策之基兆也。」
- 陸機《辨亡論》：「武烈既沒，長沙桓王逸才命世。弱冠秀發，招攬遺老，與之述業。神兵東驅，奮寡犯眾，攻無堅城之將，戰無交鋒之虜。誅叛柔服而江外厎定，飭法修師而威德翕赫，賓禮名賢而張昭為之雄，交御豪俊而周瑜為之傑。彼二君子，皆弘敏而多奇，雅達而聰哲，故同方者以類附，等契者以氣集，而江東蓋多士矣。將北伐諸華，誅鉏干紀，旋皇輿於夷庚，反帝座于紫闥，挾天子以令諸侯，清天步而歸舊物。戎車既次，羣凶側目，大業未就，中世而隕。」
- 《吴录》：“孙将军为人，恶胜己者，若每问，当言不知，乃合意耳。如皆辨义，此必危殆。”
- 傅玄《傅子》：「孫策為人明果獨斷，勇蓋天下，以父堅戰死，少而合其兵將以報讎，轉斗千里，盡有江南之地，誅其名豪，威行鄰國。」
- 华谭：“吴武烈父子皆以英杰之才，继承大业。今以陈敏凶狡，七弟顽冗，欲蹑桓王之高踪，蹈大皇之绝轨，远度诸贤，犹当未许也。”
- 程琅：“帝王亦一夫之敌耳，孙策之祸可不虑乎！”（《晋书·载记第四》）
- 孙盛：“孙氏兄弟皆明略绝群。创基立事，策之由也，自临终之日，顾命委权。夫意气之间，犹有刎颈，况天伦之笃爱，豪达之英鉴，岂吝名号於既往，违本情之至实哉？抑将远思虚盈之数，而慎其名器者乎？夫正本定名，为国之大防；杜绝疑贰，消衅之良谟。是故鲁隐矜义，终致羽父之祸；宋宣怀仁，卒有殇公之哀。皆心存小善，而不达经纶之图；求誉当年，而不思贻厥之谋。可谓轻千乘之国，蹈道则未也。孙氏因扰攘之际，得奋其纵横之志，业非积德之基，邦无磐石之固，势一则禄祚可终，情乖则祸乱尘起，安可不防微於未兆，虑难於将来？壮哉！策为首事之君，有吴开国之主；将相在列，皆其旧也，而嗣子弱劣，析薪弗荷，奉援则鲁桓、田巿之难作，崇之则与夷、子冯之祸兴。是以正名定本，使贵贱殊邈，然后国无陵肆之责，后嗣罔猜忌之嫌，群情绝异端之论，不逞杜觊觎之心；於情虽违，於事虽俭，至於括囊远图，永保维城，可谓为之于其未有，治之于其未乱者也。陈氏之评，其未达乎！”（《三国志·吴书·孙破虏讨逆传一》）
- 陳逵：「孫伯符志業不遂！」
- 庾信：“孙策以天下为三分，众才一旅；项籍用江东之子弟，人惟八千。”（《哀江南赋并序》）
- 《晉書》載楊亮評價姚襄：「神明器宇，孫策之儔，而雄武過之。」
- 何去非：“孙策壮武，术略过于其父，又有周瑜、鲁肃之俦以辅其起。惜乎，坚之不善基也，使其不得奋于中原以竞天下。然策一举而遂收江东，为鼎足之资，使之不死，当为魏之大患。策之不得起于中原，非其智力之不逮，盖袁绍已据河北，曹公已收河南，独无隙以投之故也。以刘备之间关转战，至于白首，不获中州一块之壤以寓其足。而策乃能以敝兵千馀渡江转斗，不数岁而席卷江东，此其过备远矣。”
- 晁补之：“吴人轻而无谋，自古记之矣。孙坚、孙策皆无王霸器。坚轻骑从敌，策暂出遇仇，俱以轻败。虽赖周瑜、鲁肃辈辅权嗣立，亦权稍持重，故卒建吴国也。”
- 范仲熊：“刘景升、孙策虽天资英勇，然器轻无君人之体，所以无成。”
- 萧常：“策以孤童子，奋一旅之众，不奄旬而据有江东，其智勇谟断，绝人远矣。不幸早世，惜哉！”
- 谢采伯：“孙策、周瑜拔皖城，纳二乔，皆国色，是以师婚也。英锐豪俊之气，固足办事。毕竟有所溺，则智昏，智昏则防虑疏。策为许贡客箭伤颊，创甚，年二十六卒。瑜为流矢中右协，年三十六卒。”
- 王应麟：“孙坚与策，皆以轻敌陨其身。权出合肥之围，亦幸而免。”
- 刘克庄：“霸略谁堪敌伯符，每开史册想规模。一千扫众横江去，十七成功自古无。不分老瞒称猘子，便呼公瑾作姨夫。君看末命尤奇特，指顾张昭为托孤。”“鱼服俄离网，龙泉忽缺鋩。却将江左业，分付紫髯郎。 ”
- 郝经《续后汉书》：“讨逆以孤童子，岳岳杰立，高视阔步，仗马棰以下江东，收揽豪俊，辟地建侯，有吴之基兆定矣。”
- 明代才子高啟的《過二喬宅》節錄：「孫郎武略周郎智，相逢便結君臣義。奇姿聯璧煩江東，都與喬家做佳婿。」
- 罗贯中：“独战东南地，人称小霸王。运筹如虎踞，决策似鹰扬。威镇三江靖，名闻四海香。临终遗大事，专意属周郎。”
- 李贽：“三国英雄，一味以收拾英雄为本，如孙策之于太史慈之类是也。如此举动，如何不兴王定伯？”（《汇评三国志演演义》）
- 毛宗岗：“有父创业以遗其子者矣，未有兄创业以遗其弟者也。策无年而权有年，策无嗣而权有嗣；策也竭蹶而取之，权也安坐而享之。所以然者，何也？良由策之为策，冲锋陷阵，克敌之勇有余；雅俗坐镇，君人之度未足耳。孙策死而以帝业让之孙权，亦犹刘縯死而以帝业让之刘秀。”
- 趙翼《二十史札記》：「人才莫盛於三國，惟三國之主，各能用人」、「孫氏兄弟以意氣相投。」
- 王懋竑：“孙策创业江东，自借攻战之力，而於张昭，张纮，虞翻俱代以师友之礼，委而用之，所谓爪牙信布腹心良平，不专以武力也。 ”
- 何焯：「伯符以勇銳摧破劉繇王朗，然能系屬士民，修其政理，遂創霸業。」
- 易顺鼎：“父兵诛卓起长沙，直取江东作帝家。小弟坐分三足鼎，大乔方称并头花。只留公瑾烧铜雀，不听虞翻谏白蛇。玉貌英雄千古少，笑他操备是蒹葭。”
- 徐昂发：“汉室曹瞒是獍枭，猘儿年少欲横挑。刀围玉帐觞公瑾，花簇珠屏舞大乔。水上神书才息焰，床头明镜旋生妖。蟠龙门外牛羊墓，荞麦粘天似雪飘。”
- 张佩纶：“伯符与公瑾实创江东，其意亦欲取荆州袭许都。使天老其才，以与公瑾戮力中原，天下事未可知也。”
- 盧弼：「孫策十七歲喪父，二十六卒，十餘年間建立大業，少年英萬，勇銳無前，真一時豪傑之士！」“文台初起，乡里少年皆愿相从。伯符年未弱冠，已交结知名，转斗江东，士民乐为致死，太史子义一见解缚。孙氏父子兄弟皆善于招致英雄，据有江东，非偶然也。”
- 蔡东藩：“孙伯符以童稚之年，即能结交名士，奋志功名；其锐气之特达，原不在乃父下。及乞师进取，攻略江东，袁术非不加忌，卒之纵虎出柙，俾得横行。或谓术不先害策，酿成尾大不掉之弊，吾意以为策非负术，实术之不能用策，有以致之也。”“暴虎冯河死亦宜，圣人垂戒不吾欺；猘儿逐鹿犹遭厄，才信躬行贵自持。”
- 成海應：“三國羣雄，除昭烈外了無一人爲漢者，皆自利而已，但孫伯符以穉年壯氣，收父之兵，歸幷江東，聞袁術僭號，遽書絶交，聞袁曹相距，謀襲許以迎天子，其志眞若可以除僭亂而存漢室矣，論者莫不惜其早死，愚甞深究其跡而不信其心矣，使策誠有爲漢忠義之心，則當其臨死付託之時，有弟如權，有友如瑜，似宜眷眷懇懇以除漢賊復漢室，明大義於天下，爲權瑜言之，而乃無一言及此，其所謂爭衡保守，卿不如我不如等語，皆是爭王競覇之意，適所以長僭亂之志，而爲漢家之賊矣，惡在其忠義之實也，或曰然則向之絶交公路，謀襲孟德者，其意安在，曰此雖其善處，而以策之才之武，本非久爲袁術之下者，亦非終爲曹操之所容者，爭王競覇，其勢亦不得不爾也。”（『活齋集』 卷5, 看史剩語, 孫策爲漢）

## 家庭

### 祖父
- 孫鍾，孫堅父，孫權稱帝後追諡其祖父為孝懿王。

### 父母
- 孫堅，親父，字文臺，東漢破虜將軍，在與黃祖作戰時被亂石砸中而身亡，孫權稱帝後追諡其親父為武烈皇帝。
- 吳夫人，親母，孫堅元配妻子，孫權稱帝後追諡其親母為武烈皇后。

### 伯叔父
- 孫羌，孫堅兄，伯父，字聖臺，早卒。育有兩子孫賁與孫輔，為孫策堂兄。
- 孫靜，孫堅异母弟，叔父，字幼臺，平定江東後向孫策調回故鄉做縣長，病死於家中。

### 舅親
- 徐真，孫策姑丈，父親孫堅之妹夫。
- 吳景，孫策舅父，母親吳夫人之弟。

### 兄弟姐妹
親族兄弟
- 孫賁，堂兄，字伯陽，孫羌長子。
- 孫輔，堂兄，字國儀，孫羌次子。
- 孫暠，堂兄，孫靜長子。
- 孙瑜，堂弟，字仲異，孫靜次子。
- 孫皎，堂弟，字叔朗，孫靜三子。
- 孫奐，堂弟，字季明，孫靜四子。
- 孫河，族兄，字伯海，孫堅族子。
- 孫香，族兄，字文陽，孫堅族子。
- 孫桓，族侄，字叔武，孫河三子。
- 孫韶，族侄，字公禮，孫河侄子（賜姓孫，將他列名孫氏家族祖譜之中[88]）。

表兄弟
- 徐琨，孫堅外甥，孫策表兄，孫堅死後，隨孫策征戰江東，奠定江東。以督軍中郎將職位領兵
- 吳奮，吳景長子，封新亭侯。
- 吳祺，吳景次子，封都亭侯。

弟弟
- 孫權，二弟，字仲謀，221年拜吳王，229年稱帝為吳大帝。
- 孫翊，三弟，字叔弼，個性驍勇果烈有其兄策遺風，偏將軍領丹楊太守。
- 孫匡，四弟，字季佐，举茂才，娶曹操弟之女（《三国演义》作曹仁女）。
- 孫朗，庶弟，字早安，因烧毁军粮遭到幽禁，被逐出孫氏宗室。

妹妹
- 孙氏，嫁吳人弘咨。
- 孙氏，潘濬子潘祕妻陈氏之母
- 孫夫人，小妹，《三國演義》中名為孫仁，戲曲稱為孫尚香。後嫁於梟雄劉備稱為梟姬。

### 妻子
- 大乔，小乔之姊

### 子女及后代
子
- 孫紹，孫策子，先封吳侯，後改封為上虞侯。

女
- 孫氏，顧邵妻。
- 孫氏，陆逊妻（陆逊为陆康的从孙）。
- 孫氏，朱纪妻（朱纪为朱治的次子）。

孫輩
- 孫奉，孫策孫，孫紹子，襲封上虞侯。民間有傳聞孫皓死後孫奉或孫奮其中一個會當上皇帝，孫皓得知後誅殺兩人。
- 陸抗，孫策外孫，陆逊子，襲封江陵縣侯。孫吳後期名將，官至大司馬、荆州牧。

后人
- 《唐杭州灵隐山天竺寺大德诜法师塔铭》記載，唐朝僧人大德诜法师为孙策十三世孙。

## 藝術形象

### 小说形象
《三國演義》中描述孫策與東萊太史慈單挑數百回合不分勝負、挾死糜、喝死樊能，其勇武身影彷彿猶如西楚霸王項羽，故有「小霸王」的美譽，在打獵時被許貢的手下襲擊後，由華佗治癒，最後因為對道士于吉不滿而殺于吉，被于吉的冤魂給嚇到生重病過世為虛構，取自《搜神記》。

### 影视形象
- 香港邵氏電影 《神通術與小霸王》（1983年）：由趙國飾演孫策。
- 香港亞視電視劇 《諸葛亮》（1985年）：由煒烈飾演孫策。
- 张彻执导電影《三国之忍者源流》（1993年）：由董志华飾演孫策。
- 中國中央電視台電視劇《三國演義》（1994年）：由濮存昕飾演孫策。
- 台灣華視電視劇《三國英雄傳之關公》（1996年）：由衛子雲飾演孫策。
- 台灣民視 / 八大電視劇《終極三國》（2009年）：由汪東城飾演孫策。
- 中國電視劇《三国》（2010年）：由沙溢飾演孫策。
- 韩國腾讯電視劇《梦想三国》（2016年）：由林丞俊飾演孫策。
- 中國優酷電視劇《終極三國》（2017年）：由趙志偉飾演孫策。
- 中國电视剧《少儿也三国》（2017年）：由瑟琳阿甲飾演孫策。
- 姜炫亦执导電影《江东战神少年周瑜》（2020年）：由王子宸飾演孫策。
- 周顯揚执导電影《真·三國無雙》（2021年）：由王鑫飾演孫策。

### 動漫遊戲作品
- 真三國無雙系列 / 無雙OROCHI系列（光榮公司開發，河內孝博配音）
- 蒼天航路（王欣太）
- 火鳳燎原（陳某）、火鳳燎原外傳小說《伯符》（王貽興）:在故事初期以孫策族弟「孫輔」身份登場，在孫策(凌操)死後恢復真實身份示人，稱雄江東一帶。武力驚人，曾以一人之力力挫曹軍眾將，在成功擊殺曹操時被關羽氣勢所攝，只好作罷。最後被於狩獵期間遭于吉所率太平道眾伏擊中箭、中毒痛苦百日而死。
- 三國志（橫山光輝）
- 王者榮耀 職業為坦克/戰士
- 代号鸢

## 註解
1. ↑  《江表傳》記載孫策打獵的那一天遇上三個許貢的門客，孫策問是誰，那些門客說：「我們是韓當的兵，在這裡射鹿而已。」孫策說：「韓當的兵我全都認識，就不曾見過你們。」於是拿起弓箭射殺一人，其餘兩人情急之下用弓箭射傷孫策臉頰，之後孫策的從騎趕上，將該兩人殺死。[69]而孫盛《異同評》寫道，認為三軍將士可能會有新人加入，孫策身為大將，怎會知道這些人，並認為這記載有爭議。[70]

## 備註
1. ↑  魏書曰：策當嗣侯，讓與弟匡
2. ↑  《三國志·吳書一·孫破虜討逆傳》裴松之注引虞喜《志林》：「喜推考桓王之薨，建安五年四月四日。」即200年5月5日。
3. ↑  《三國志·吳書六·宗室傳·孫翊傳》：「孫翊字叔弼，權弟也，驍悍果烈，有兄策風。」
4. ↑  《搜神記》：孫堅夫人吳氏，孕而夢月入懷。已而生策。及權在孕，又夢日入懷。以告堅曰：「妾昔懷策，夢月入懷；今又夢日，何也」堅曰：「日月者，陰陽之精，極貴之象，吾子孫其興乎。」
5. ↑  《三國志‧吳書‧吳主傳第二》江表傳曰：堅為下邳丞時，權生，方頤大口，目有精光，堅異之，以為有貴象。
6. ↑  《江表傳》曰：「堅為朱儁所表，為佐軍，留家著壽春。策年十餘歲，已交結知名，聲譽發聞。有周瑜者，與策同年，亦英達夙成，聞策聲聞，自舒來造焉。便推結分好，義同斷金，瑜勸策徙居舒，策從之。」
7. ↑  《三國志·吳書·周瑜傳》：「堅子策與瑜同年，獨相友善，瑜推道南大宅以舍策，升堂拜母，有無通共。」
8. ↑  《後漢紀》：劉表與袁紹連和，袁術怒召孫堅攻表，戰於新野。表退屯襄陽，堅悉眾圍之。表將黃祖自江夏來救表，堅逆擊破祖，乘勝將輕騎追之，為祖伏兵所殺。堅子策、權皆隨袁術。
9. ↑  《三國志·孫策傳》裴松之註引《吳歷》：『初策在江都時，張紘有母喪。策數詣紘，咨以世務，曰：『方今漢祚中微，天下擾攘，英雄俊傑各擁眾營私，未有能扶危濟亂者也。先君與袁氏共破董卓，功業未遂，卒為黃祖所害。策雖暗稚，竊有微志，欲從袁揚州求先君餘兵，就舅氏於丹楊，收合流散，東據吳會，報讎雪恥，為朝廷外藩。君以為何如？』紘答曰：『既素空劣，方居衰絰之中，無以奉贊盛略。』策曰：『君高名播越，遠近懷歸。今日事計，決之於君，何得不紆慮啟告，副其高山之望？若微志得展，血讎得報，此乃君之勳力，策心所望也。』因涕泣橫流，顏色不變。紘見策忠壯内發，辭令慷慨，感其志言，乃答曰：『昔周道陵遲，齊、晋並興；王室已寧，諸侯貢職。今君紹先侯之軌，有驍武之名，若投丹楊，收兵吳會，則荊、揚可一，讎敵可報。據長江，奮威德，誅除群穢，匡輔漢室，功業侔於桓、文，豈徒外藩而已哉？方今世亂多難，若功成事立，當與同好俱南濟也。』策曰：『一與君同符合契，有永固之分，今便行矣，以老母弱弟委付於君，策無復回顧之憂。』
10. ↑  江表傳曰：策徑到壽春見袁術，涕泣而言曰：“亡父昔從長沙入討董卓，與明君會於南陽，同盟結好；不幸遇難，勳業不終。策感惟先人舊恩，欲自憑結，願明君垂察其誠。術甚貴異之，然未肯還其父兵。術謂策曰：「孤始用貴舅為丹楊太守，賢從伯陽為都尉，彼精兵之地，可還依召募。”
11. ↑  《三國志˙吳書˙孫策傳第三》：「徐州牧陶謙深忌策。策舅吳景，時為丹楊太守，策乃載母徙曲阿，與呂範、孫河俱就景，因緣召募得數百人。」
12. ↑  《三國志‧吳書‧妃嬪傳第五》：「孫策與孫河、呂範依景，合眾共討涇縣山賊祖郎。郎敗走」
13. ↑  《三國志·孫策傳》裴松之註引《吳歷》：「太傅馬日磾杖節安集關東，在壽春以禮辟策，表拜懷義校尉，術大將喬蕤、張勳皆傾心敬焉。術常歎曰：「使術有子如孫郎，死復何恨！」
14. ↑  《三國志·孫策傳》裴松之註引《吳歷》：「策騎士有罪，逃入術營，隱於內廄。策指使人就斬之，訖，詣術謝。術曰：「兵人好叛，當共疾之，何為謝也？」由是軍中益畏憚之。」
15. ↑  《三國志·吳書·孫討逆傳》“術初許策為九江太守，已而更用丹楊陳紀。後術欲攻徐州，從廬江太守陸康求米三萬斛。康不與，術大怒。策昔曾詣康，康不見，使主簿接之。策常銜恨。術遣策攻康，謂曰：「前錯用陳紀，每恨本意不遂。今若得康，廬江真卿有也。」策攻康，拔之，術復用其故吏劉勳為太守，策益失望。”
16. ↑  《三國志·孫策傳》裴松之註引《吳歷》：「先是，劉繇為揚州刺史，州舊治壽春。壽春，術已據之，繇乃渡江治曲阿。時吳景尚在丹楊，策從兄賁又為丹楊都尉，繇至，皆迫逐之。景、賁退舍歷陽。繇遣樊能、于麋屯橫江津，張英屯當利口，以拒術。術自用故吏琅邪惠衢為揚州刺史，更以景為督軍中郎將，與賁共將兵擊英等，連年不克。策乃說術，乞助景等平定江東。」
17. ↑  〖《江表傳》曰：策說術云：“家有舊恩在東，原助舅討橫江；橫江拔，因投本土召募，可得三萬兵，以佐明使君匡濟漢室。”術知其恨，而以劉繇據曲阿，王朗在會稽，謂策未必能定，故許之。術表策為折衝校尉，行殄寇將軍，兵財千餘，騎數十匹，賔客願從者數百人。比至歷陽，衆五六千。〗
18. ↑  《三國志˙吳書˙孫策傳第三》：「策母先自曲阿徙於歷陽，策又徙母阜陵，渡江轉鬬，所向皆破，莫敢當其鋒，而軍令整肅，百姓懷之。」
19. ↑  《太平御覽·人事部·喜》注引張勃《吳錄》：長沙桓王（孫策）在歷陽，遣書呼周瑜。瑜將兵五百人，船糧器杖，星夜馳赴。
20. ↑  《三國志·吳書·周瑜魯肅呂蒙傳》策大喜曰：「吾得卿，諧也。」
21. ↑  《江表傳》曰： 策起事江東，權常隨從。性度弘朗，仁而多斷，好俠養士，始有知名，侔於父兄矣。每參同計謀，策甚奇之，自以為不及也。每請會賓客，常顧權曰：「此諸君，汝之將也 。」
22. ↑  《三國志·吳書·周瑜魯肅呂蒙傳》：遂从攻横江、当利拔之。
23. ↑  《三國志·吳書·朱治朱然呂範朱桓傳》：後從策攻破廬江，還俱東渡，到橫江、當利，破張英、糜，下小丹楊、湖熟，領湖熟相。
24. ↑  《三國志·吳書·妃嬪傳》：隨孫策討樊能、于麋等於橫江，擊張英於當利口，而船少，欲駐軍更求。琨母時在軍中，謂琨曰：「恐州家多發水軍來逆人，則不利矣，如何可駐邪？宜伐蘆葦以為泭，佐船渡軍。」
25. ↑  《江表傳》：策渡江攻繇牛渚營，盡得邸閣糧穀、戰具，是歲興平二年也。時彭城相薛禮、下邳相笮融依繇為盟主，禮據秣陵城，融屯縣南。策先攻融，融出兵交戰，斬首五百餘級，融即閉門不敢動。因渡江攻禮，禮突走，而樊能、于麋等復合衆襲奪牛渚屯。策聞之，還攻破能等，獲男女萬餘人。復下攻融，為流矢所中，傷股，不能乘馬，因自輿還牛渚營。或叛告融曰：「孫郎被箭已死。」融大喜，即遣將於茲鄉。策遣步騎數百挑戰，設伏於後，賊出擊之，鋒刃未接而偽走，賊追入伏中，乃大破之，斬首千餘級。策因往到融營下，令左右大呼曰：「孫郎竟云何！」賊於是驚怖夜遁。融聞策尚在，更深溝高壘，繕治守備。策以融所屯地勢險固，乃舍去，攻破繇別將於海陵，轉攻湖孰、江乘，皆下之。
26. ↑  《三國志·吳書·程普傳》策到橫江、當利，破張英、于麋等，轉下秣陵、湖熟、句容、曲阿，普皆有功，增兵二千，騎五十匹。
27. ↑  《三國志˙吳書˙張嚴程闞薛傳傳》：孫策創業，遂委質焉。表為正議校尉，從討丹楊。策身臨行陣，紘諫曰：「夫主將乃籌謨之所自出，三軍之所繫命也，不宜輕脫，自敵小寇。願麾下重天授之姿，副四海之望，無令國內上下危懼。」
28. ↑  《三國志˙吳書˙太史慈傳》：慈當與繇俱奔豫章，而遁於蕪湖，亡入山中，稱丹楊太守。是時，策已平定宣城以東，惟涇以西六縣未服。
29. ↑  《三國志 卷四十六 吳書·孫破虜討逆傳》：《江表傳曰：策時年少，雖有位號，而士民皆呼為孫郎。百姓聞孫郎至，皆失魂魄；長吏委城郭，竄伏山草。及至，軍士奉令，不敢虜略，雞犬菜菇，一無所犯，民乃大悅，競以牛酒詣軍。劉繇既走，策入曲阿勞賜將士，遣將陳寶詣阜陵迎母及弟。發恩布令，告諸縣：“其劉繇、笮融等故鄉部曲來降首者，一無所問；樂從軍者，一身行，复除門戶；不樂者，勿強也。”旬日之間，四面雲集，得見兵二萬餘人，馬千馀匹，威震江東，形勢轉盛。》
30. ↑  《三國志·吳書·朱治朱然呂範朱桓傳》後從策攻破廬江，還俱東渡，到橫江、當利，破張英、糜，下小丹楊、湖熟，領湖熟相。策定秣陵、曲阿，收笮融、劉繇餘衆，增範兵二千，騎五十匹。
31. ↑  《三國志·吳書·周瑜傳》遂從攻橫江、當利，皆拔之。乃渡擊秣陵，破笮融、薛禮，轉下湖孰、江乘，進入曲阿，劉繇奔走，而策之衆已數萬矣。因謂瑜曰：「吾以此衆取吳會平山越已足。卿還鎮丹楊。」瑜還。頃之，袁術遣從弟胤代尚為太守，而瑜與尚俱還壽春。
32. ↑  《三國志˙吳書˙孫策傳第五》：吳人嚴白虎等衆各萬餘人，處處屯聚。吳景等欲先擊破虎等，乃至會稽。策曰：「虎等羣盜，非有大志，此成禽耳。」遂引兵渡浙江，據會稽，屠東冶，乃攻破虎等。
33. ↑  吳錄曰：策自討虎，虎高壘堅守，使其弟輿請和。許之。輿請獨與策會面約。旣會，策引白刃斫席，輿體動，策笑曰：「聞卿能坐躍，勦捷不常，聊戲卿耳！」輿曰：「我見刃乃然。」策知其無能也，乃以手戟投之，立死。輿有勇力，虎衆以其死也，甚懼。進攻破之。虎奔餘杭，投許昭於虜中。程普請擊昭，策曰：「許昭有義於舊君，有誠於故友，此丈夫之志也。」乃舍之。
34. ↑  《三國志·吳書·宗室傳·孫靜傳》：進攻會稽，遣人請靜，靜將家屬與策會於錢唐。是時太守王朗拒策於固陵，策數渡水戰，不能克。靜說策曰：「朗負阻城守，難可卒拔。查瀆南去此數十里，而道之要徑也，宜從彼據其內，所謂攻其無備、出其不意者也。吾當自帥眾為軍前隊，破之必矣。」策曰：「善。」乃詐令軍中曰：「頃連雨水濁，兵飲之多腹痛，令促具罌缶數百口澄水。」至昏暮，羅以然火誑朗，便分軍夜投查瀆道，襲高遷屯。朗大驚。遣故丹楊太守周昕等帥兵前戰。策破昕等，斬之，遂定會稽。
35. ↑  《三國志˙吳書˙韓當傳》以便弓馬，有膂力，幸於孫堅，從征伐周旋，數犯危難，陷敵擒虜，爲別部司馬。及孫策東渡，從討三郡，遷先登校尉，授兵二千，騎五十匹。
36. ↑  《三國志˙吳書˙蔣欽傳》孫策之襲袁術，欽隨從給事。及策東渡，拜別部司馬，授兵。與策周旋，平定三郡，又從定豫章。
37. ↑  《三國志˙吳書˙周泰傳》與蔣欽隨孫策爲左右，服事恭敬，數戰有功。策入會稽，署別部司馬，授兵。
38. ↑  《三國志˙吳書˙董襲傳》孫策入郡，襲迎於高遷亭，策見而偉之，到署門下賊曹。時山陰宿賊黃龍羅、周勃聚黨數千人，策自出討，襲身斬羅、勃首，還拜別部司馬，授兵數千，遷揚武都尉。
39. ↑  江表傳曰：策遣奉正都尉劉由、五官掾高承奉章詣許，拜獻方物。
40. ↑  《三國志‧吳書‧吳主傳第二》漢以策遠脩職貢，遣使者劉琬加錫命。琬語人曰：「吾觀孫氏兄弟雖各才秀明達，然皆祿祚不終，惟中弟孝廉，形貌奇偉，骨體不恒，有大貴之表，年又最壽，爾試識之。」
41. ↑  《三國志·吳書·周瑜傳》：術欲以瑜為將，瑜觀術終無所成，故求為居巢長，欲假塗東歸，術聽之。遂自居巢還吳。
42. ↑  吳錄載策使張紘為書曰：「蓋上天垂司過之星，聖王建敢諫之鼓，設非謬之備，急箴闕之言，何哉？凡有所長，必有所短也。去冬傳有大計，無不悚懼；旋知供備貢獻，萬夫解惑。頃聞建議，復欲追遵前圖，即事之期，便有定月。益使憮然，想是流妄；設其必爾，民何望乎？曩日之舉義兵也，天下之士所以響應者，董卓擅廢置，害太后、弘農王，略烝宮人，發掘園陵，暴逆至此，故諸州郡雄豪聞聲慕義。神武外振，卓遂內殲。元惡旣斃，幼主東顧，俾保傅宣命，欲令諸軍振旅，然河北通謀黑山，曹操放毒東徐，劉表稱亂南荊，公孫瓚炰烋北幽，劉繇決力江滸，劉備爭盟淮隅，是以未獲承命櫜弓戢戈也。今備、繇旣破，操等饑餒，謂當與天下合謀，以誅醜類。捨而不圖，有自取之志，非海內所望，一也。昔成湯伐桀，稱有夏多罪；武王伐紂，曰殷有罪罰重哉。此二王者，雖有聖德，宜當君世；如使不遭其時，亦無由興矣。幼主非有惡於天下，徒以春秋尚少，脅於彊臣，若無過而奪之，懼未合於湯、武之事，二也。卓雖狂狡，至廢主自與，亦猶未也，而天下聞其桀虐，攘臂同心而疾之，以中土希戰之兵，當邊地勁悍之虜，所以斯須游魂也。今四方之人，皆玩敵而便戰鬬矣，可得而勝者，以彼亂而我治，彼逆而我順也。見當世之紛若，欲大舉以臨之，適足趣禍，三也。天下神器，不可虛干，必須天贊與人力也。殷湯有白鳩之祥，周武有赤烏之瑞，漢高有星聚之符，世祖有神光之徵，皆因民困瘁於桀、紂之政，毒苦於秦、莽之役，故能芟去無道，致成其志。今天下非患於幼主，未見受命之應驗，而欲一旦卒然登即尊號，未之或有，四也。天子之貴，四海之富，誰不欲焉？義不可，勢不得耳。陳勝、項籍、王莽、公孫述之徒，皆南面稱孤，莫之能濟。帝王之位，不可橫冀，五也。幼主岐嶷，若除其偪，去其鯁，必成中興之業。夫致主於周成之盛，自受旦、奭之美，此誠所望於尊明也。縱使幼主有他改異，猶望推宗室之譜屬，論近親之賢良，以紹劉統，以固漢宗。皆所以書功金石，圖形丹青，流慶無窮，垂聲管弦。捨而不為，為其難者，想明明之素，必所不忍，六也。五世為相，權之重，勢之盛，天下莫得而比焉。忠貞者必曰宜夙夜思惟，所以扶國家之躓頓，念社稷之危殆，以奉祖考之志，以報漢室之恩。其忽履道之節而彊進取之欲者，將曰天下之人非家吏則門生也，孰不從我？四方之敵非吾匹則吾役也，誰能違我？盍乘累世之勢，起而取之哉？二者殊數，不可不詳察，七也。所貴於聖哲者，以其審於機宜，慎於舉措。若難圖之事，難保之勢，以激羣敵之氣，以生衆人之心，公義故不可，私計又不利，明哲不處，八也。世人多惑於圖緯而牽非類，比合文字以恱所事，苟以阿上惑衆，終有後悔者，自往迄今，未嘗無之，不可不深擇而熟思，九也。九者，尊明所見之餘耳，庶備起予，補所遺忘。忠言逆耳，幸留神聽！」
43. ↑  《三國志·吳書·妃嬪傳》注引《江表傳》：「初，袁術遣從弟胤為丹楊，策令琨討而代之。會景還，以景前在（仕）丹楊，寬仁得眾，吏民所思，而琨手下兵多，策嫌其太重，且方攻伐，宜得琨眾，乃復用景，召琨還吳。」
44. ↑  《三國志·吳書·宗室傳·孫賁傳》附《江表傳》：「袁術以吳景守廣陵，策族兄香亦為術所用，作汝南太守，而令賁為將軍，領兵在壽春。」策與景等書曰：「今征江東，未知二三君意云何耳？」景即棄守歸，賁困而後免，香以道遠獨不得還。
45. ↑  《三國志·吳書·宗室傳·孫賁傳》附《吳書》：「孫香字文陽。父孺，字仲孺，堅再從弟也，仕郡主簿功曹。香從堅征伐有功，拜郎中。後為袁術驅馳，加征南將軍，死於壽春。」
46. ↑  吳錄載策上表謝曰：「臣以固陋，孤特邊陲。陛下廣播高澤，不遺細節，以臣襲爵，兼典名郡。仰榮顧寵，所不克堪。興平二年十二月二十日，於吳郡曲阿得袁術所呈表，以臣行殄寇將軍；至被詔書，乃知詐擅。雖輒捐廢，猶用悚悸。臣年十七，喪失所怙，懼有不任堂構之鄙，以忝析薪之戒，誠無去病十八建功，世祖列將弱冠佐命。臣初領兵，年未弱冠，雖駑懦不武，然思竭微命。惟術狂惑，為惡深重。臣憑威靈，奉辭伐罪，庶必獻捷，以報所受。」
47. ↑  江表傳曰：建安二年夏，漢朝遣議郎王誧奉戊辰詔書曰：「董卓逆亂，凶國害民。先將軍堅念在平討，雅意未遂，厥美著聞。策遵善道，求福不回。今以策為騎都尉，襲爵烏程侯，領會稽太守。」又詔敕曰：「故左將軍袁術不顧朝恩，坐創凶逆，造合虛偽，欲因兵亂，詭詐百姓，始聞其言以為不然。定得使持節平東將軍領徐州牧溫侯布上術所造惑衆妖妄，知術鴟梟之性，遂其無道，脩治王宮，署置公卿，郊天祀地，殘民害物，為禍深酷。布前後上策乃心本朝，欲還討術，為國效節，乞加顯異。夫縣賞俟功，惟勤是與，故便寵授，承襲前邑，重以大郡，榮耀兼至，是策輸力竭命之秋也。其亟與布及行吳郡太守安東將軍陳瑀勠力一心，同時赴討。」策自以統領兵馬，但以騎都尉領郡為輕，欲得將軍號，及使人諷誧，誧便承制假策明漢將軍。是時，陳瑀屯海西，策奉詔治嚴，當與布、瑀參同形勢。行到錢唐，瑀陰圖襲策，遣都尉萬演等密渡江，使持印傳三十餘紐與賊丹楊、宣城、涇、陵陽、始新、黟、歙諸險縣大帥祖郎、焦巳及吳郡烏程嚴白虎等，使為內應，伺策軍發，欲攻取諸郡。策覺之，遣呂範、徐逸攻瑀於海西，大破瑀，獲其吏士妻子四千人。
48. ↑  山陽公載記曰：瑀單騎走冀州，自歸袁紹，紹以為故安都尉。
49. ↑  《三國志·吳書·周瑜魯肅呂蒙傳》建安三年也。策親自迎瑜，授建威中郎將，即與兵二千人，騎五十匹。
50. ↑  《江表傳曰》：策又給瑜鼓吹，為治館舍，贈賜莫與為比。策令曰：「周公瑾英雋異才，與孤有總角之好，骨肉之分。如前在丹楊，發衆及船糧以濟大事，論德酬功，此未足以報者也。」
51. ↑  《江表傳》曰：建安三年，策又遣使貢方物，倍於元年所獻。其年，制書轉拜討逆將軍，改封吳侯。
52. ↑  《江表傳》：「策旣平定江東，逐袁胤。袁術深怨策，乃陰遣間使齎印綬與丹楊宗帥陵陽祖郎等，使激動山越，大合衆，圖共攻策。」
53. ↑  《三國志‧吳書‧程黃韓蔣周陳董甘凌徐潘丁傳》策甞攻祖郎，大為所圍，普與一騎共蔽扞策，驅馬疾呼，以矛突賊，賊披，策因隨出。後拜盪寇中郎將，領零陵太守。
54. ↑  《三國志˙吳書˙太史慈傳》：慈因進住涇縣，立屯府，大為山越所附。
55. ↑  《三國志·吳書·宗室傳》又從策討陵陽，生得祖郎等。
56. ↑  《三國志·吳書·呂範傳》又從攻祖郎於陵陽，太史慈於勇里。
57. ↑  《三國志˙吳書˙太史慈傳》：策躬自攻討，遂見囚執。策即解縛，捉其手曰：「寧識神亭時邪？若卿爾時得我云何？」慈曰：「未可量也。」策大笑曰：「今日之事，當與卿共之。」
58. ↑  《三國志·吳書·孫輔傳》裴松之註引《江表傳》：「策既平定江東，逐袁胤。袁術深怨策，乃陰遣間使齎印綬與丹楊宗帥陵陽祖郎等，使激動山越，大合眾，圖共攻策。策自率將士討郎，生獲之。策謂郎曰：“爾昔襲擊孤，斫孤馬鞍，今創軍立事，除棄宿恨，惟取能用，與天下通耳。非但汝，汝莫恐怖。”郎叩頭謝罪。即破械，賜衣服，署門下賊曹。及軍還，郎與太史慈俱在前導軍，人以為榮。」
59. ↑  《魏略》：揚州刺史劉繇死，其眾願奉歆為主。歆以為因時擅命，非人臣之宜。眾守之連月，卒謝遣之，不從
60. ↑  《江表傳》：「會劉繇卒於豫章，士眾萬餘人，欲奉豫章太守華歆為主。歆以為因時擅命，非人臣所宜，眾守之連月，卒謝遣之。其眾未有所附，策命太史慈往撫安之，謂慈曰：「劉牧往責吾為袁氏攻廬江，吾先君兵數千人，盡在公路許，吾志在立事，安得不屈意於公路以求之乎？其後不遵臣節，諫之不從。丈夫義交，苟有大故，不得不離。吾交求公路及絕之本末如此，恨不及其生時與共論辯也。今兒子在豫章，卿往視之。並宣孤意於其部曲。部曲樂來者與俱來，不樂來者且安慰之。並觀華子魚所以牧御方規何如。卿須幾兵，多少隨意。」慈曰：「慈有不赦之罪，將軍量同桓、文，當盡死以報德。今並息兵，兵不宜多，將數十人足矣。」左右皆曰：「慈必北去不還。」策曰：「子義捨我，當復從誰！」餞送昌門，把腕別曰：「何時能還？」答曰：「不過六十日。」慈行，議者猶紛紜言遣之非計。策曰：「諸君勿復言，孤斷之詳矣。太史子義雖氣勇有膽烈，然非縱橫之人，其必秉道義，重然諾，一以意許知己，死亡不相負，諸君勿憂也。」慈果如期而反，謂策曰：「華子魚，良德也，然無他方規，自守而已。又，丹陽僮芝，自擅廬陵，鄱陽民帥別立宗部，言『我已別立郡海昏上繚，不受發召』，子魚但睹視之而已。」策拊掌大笑，遂有兼併之志。」
61. ↑  《江表傳》：時策西討黃祖，行及石城，聞勳輕身詣海昏，便分遣從兄賁、輔率八千人於彭澤待勳，自與周瑜率二萬人步襲皖城，即克之，得術百工及鼓吹部曲三萬馀人，並術、勳妻子。表用汝南李術為廬江太守，給兵三千人以守皖，皆徙所得人東詣吳。
62. ↑  《三國志˙魏書十四˙劉曄傳》：勳怪其故，曄曰：「寶無法制，其衆素以鈔略為利，僕宿無資，而整齊之，必懷怨難久，故相與耳。」時勳兵彊於江、淮之間。孫策惡之，遣使卑辭厚幣，以書說勳曰：「上繚宗民，數欺下國，忿之有年矣。擊之，路不便，願因大國伐之。上繚甚實，得之可以富國，請出兵為外援。」勳信之，又得策珠寶、葛越，喜恱。外內盡賀，而曄獨否。勳問其故，對曰：「上繚雖小，城堅池深，攻難守易，不可旬日而舉，則兵疲於外，而國內虛。策乘虛而襲我，則後不能獨守。是將軍進屈於敵，退無所歸。若軍必出，禍今至矣。」勳不從。興兵伐上繚，策果襲其後。勳不從。興兵伐上繚，策果襲其後。勳窮踧，遂奔太祖。
63. ↑  《江表傳》：賁、輔又於彭澤破勳。勳走入楚江，從尋陽步上到置馬亭，聞策等已克皖，乃投西塞。至沂，築壘自守，告急於劉表，求救於黃祖。祖遣子射船軍五千人助勳。策復就攻，大破勳。勳與偕北歸曹公。
64. ↑  《三國志˙吳書˙陳武傳》因從渡江，征討有功，拜別部司馬。策破劉勳，多得廬江人，料其精銳，乃以武爲督，所向無前。
65. ↑  《江表傳》：射亦遁走。策收得勳兵二千馀人，船千艘，遂前進夏口攻黃祖。時劉表遣從子虎、南陽韓晞將長矛五千，來為黃祖前鋒。策與戰，大破之。
66. ↑  《三國志·吳書·孫策傳》註引载《吳歷》：“臣讨黄祖，以十二月八日到祖所屯沙羡县。刘表遣将助祖，并来趣臣。臣以十一日平旦部所领江夏太守行建威中郎将周瑜、领桂阳太守行征虏中郎将吕范、领零陵太守行荡寇中郎将程普、行奉业校尉孙权、行先登校尉韩当、行武锋校尉黄盖等同时俱进。身跨马栎陈，手击急鼓，以齐战势。吏士奋激，踊跃百倍，心精意果，各竞用命。越渡重堑，迅疾若飞。火放上风，兵激烟下，弓弩并发，流矢雨集，日加辰时，祖乃溃烂。锋刃所截，猋火所焚，前无生寇，惟祖迸走。获其妻息男女七人，斩虎、（狼）韩晞已下二万馀级，其赴水溺者一万馀口，船六千馀艘，财物山积。虽表未禽，祖宿狡猾，为表腹心，出作爪牙，表之鸱张，以祖气息，而祖家属部曲，扫地无馀，表孤特之虏，成鬼行尸。诚皆圣朝神武远振，臣讨有罪，得效微勤。”
67. ↑  江表傳曰：軍到丹徒，須待運糧。策性好獵，將步騎數出。策驅馳逐鹿，所乘馬精駿，從騎絕不能及。
68. ↑  《三國志·吳書·孫策傳》:「建安五年，曹公與袁紹相拒於官渡，策陰欲襲許，迎漢帝，密治兵，部署諸將。未發，會為故吳郡太守許貢客所殺。先是，策殺貢，貢小子與客亡匿江邊。策單騎出，卒與客遇，客擊傷策。」
69. ↑  《三國志·吳書·孫策傳·江表傳註》貢奴客潛民間，欲爲貢報讎。獵日，卒有三人卽貢客也。策問：『爾等何人？』答云：『是韓當兵，在此射鹿耳。』策曰：『當兵吾皆識之，未嘗見汝等。』因射一人，應弦而倒。餘二人怖急，便舉弓射策，中頰。後騎尋至，皆刺殺之。
70. ↑  《三國志·吳書·孫策傳·異同評註》又江表傳説策悉識韓當軍士，疑此爲詐，便射殺一人。夫三軍將士或有新附，策爲大將，何能悉識？以所不識，便射殺之，非其論也
71. ↑  《三國志·吳書·孫堅孫策傳》請張昭等謂曰：「中國方亂，夫以吳、越之衆，三江之固，足以觀成敗。公等善相吾弟！」
72. ↑  《三國志·張昭傳》註引《典略》：「若仲谋不任事者，君便自取之。正复不克捷，缓步西归，亦无所虑。」
73. ↑  《三國志·孫翊傳》註引《典略》：「翊名儼，性似策。策臨卒，張昭等謂策當以兵屬儼，而策呼權，佩以印綬。」
74. ↑  《三國志·吳書·孫堅孫策傳》呼權佩以印綬，謂曰：「舉江東之衆，決機於兩陣之間，與天下爭衡，卿不如我；舉賢任能，各盡其心，以保江東，我不如卿。」至夜卒，時年二十六。
75. ↑  《三國志·張昭傳》：策臨亡，以弟權託昭，昭率羣僚立而輔之。上表漢室，下移屬城，中外將校，各令奉職。權悲感未視事，昭謂權曰：「夫為人後者，貴能負荷先軌，克昌堂構，以成勳業也。方今天下鼎沸，羣盜滿山，孝廉何得寢伏哀戚，肆匹夫之情哉？」乃身自扶權上馬，陳兵而出，然後衆心知有所歸。
76. ↑  《三國志·孫破虜討逆傳》：「權稱尊號，追諡策曰長沙桓王，封子紹為吳侯，後改封上虞侯。」
77. ↑  《三庚志》：盘门外大冢,南宋绍熙二年,秋雨坟圯,乡人往视,圯处盖其隧道,见石刻隶书:“大吴长沙桓王之墓。赤乌三年。”
78. ↑  《宋书》卷16：于建邺立兄长沙桓王策庙于朱爵桥南。
79. ↑  《资治通鉴》：吴主寝疾，遣太子祷于长沙桓王庙。
80. ↑  《三國志·吳書一·孫破虜討逆傳傳》：「策為人，美姿顏，好笑語，性闊達聽受，善於用人，是以士民見者，莫不盡心，樂為致死。」
81. ↑  《会稽典录》：「孙策平定吴、会，诛其英豪，宪素有高名，策深忌之。」
82. ↑  《三国志‧许靖传》载：「孙策东渡江，皆走交州以避其难。」
83. ↑  《吴录》：時有高岱者，隱於餘姚，策命出使會稽丞陸昭逆之，策虛己侯焉。聞其善《左傳》，乃自玩讀，欲與論講。或謂之曰：“高岱以將軍但英武而已，無文學之才，若與論《傳》而或云'不知'者，則某言符矣。”又謂岱曰：“孫將軍為人，惡勝己者，若每問，當言'不知'，乃合意耳。如皆辨義，比必危殆。”岱以為然，及與論《左傳》，或答“不知”。策果怒，以為輕己，乃囚之。知交及時人皆露坐為請。策登樓，望見數里中填滿。策惡其收眾心，遂殺之。
84. ↑  《三國志‧孫策傳》策身臨行陳，紘諫曰：“夫主將乃籌謨之所自出，三軍之所繫命也，不宜輕脫。自敵小寇，願麾下重天授之姿，副四海之望，無令國內上下危懼。”
85. ↑  《虞翻传》翻谏曰：「明府用乌集之众，驱散附之士，皆得其死力，虽汉高帝不及也。至於轻出微行，从官不暇严，吏卒常苦之。夫君人者不重则不威，故白龙鱼服，困於豫且，白蛇自放，刘季害之，愿少留意。"策曰："君言是也。然时有所思，端坐悒悒，有裨谌草创之计，是以行耳。」
86. ↑  《三國志‧程郭董劉蔣劉傳》嘉料之曰：“策新并江东，所诛皆英豪雄杰，能得人死力者也。然策轻而无备，虽有百万之众，无异於独行中原也。若刺客伏起，一人之敌耳。以吾观之，必死於匹夫之手。”
87. ↑  東晉 裴啟 《語林》：「孫策年十四，在壽陽詣袁術，始至，俄而外通：「劉豫州備來。」孫便求去，袁曰：「劉豫州何關君？」答曰：「不爾，英雄忌人。」即出，下東階，而劉備從東階上。但得轉顧視孫足行，殆不復前矣。」
88. ↑  《三國志·吳書·宗室傳第六》：孫韶字公禮。伯父河，字伯海，本姓俞氏，亦吳人也。孫策愛之，賜姓為孫，列之屬籍。

## 延伸阅读
[在维基数据编辑]
 《三國志·卷46》，出自陳壽《三國志》
 在维基共享资源阅览影像